# Perrières
Perrières település Franciaországban, Calvados megyében. Lakosainak száma 341 fő (2022. január 1.). Perrières Bernières-d’Ailly, Épaney, Jort, Olendon, Sassy és Vendeuvre községekkel határos.

## Népesség
A település népességének változása:
| Lakosok száma | 378  | 269  | 254  | 252  | 321  | 321  | 327  | 333  | 337  | 341  |
|               | 1968 | 1982 | 1990 | 2006 | 2013 | 2015 | 2017 | 2019 | 2020 | 2022 |